# Elizabeth (BioShock)
Elizabeth es un personaje ficticio del videojuego BioShock Infinite de Irrational Games, el tercer título de la serie BioShock. El juego se desarrolla en 1912 en una ciudad steampunk flotante llamada Columbia, que se fundó sobre los principios del excepcionalismo estadounidense. 
Elizabeth era vigilada y custodiada por Songbird, una criatura con alas construida por Rosalind Lutece, que se convirtió en su único amigo. Elizabeth tiene el poder de la manipulación de "desgarros" que existen en el tejido del tiempo. Aunque tuvo libertad en su prisión y pudo desarrollar una vida relativamente normal, ansiaba salir del lugar, y aunque de pequeña se encontraba feliz por tener la compañía de Songbird, con el tiempo ha crecido su anhelo por salir de la prisión y con él, el odio hacia su único compañero, el cual en realidad era su celador. Tanto los Fundadores como Vox Populi querían apoderarse de Elizabeth y con ella, sus habilidades, mientras su celador estaba decidido a perseguirla y devolverla a su prisión, de la cual no debía salir nunca.
El protagonista principal del juego, Booker DeWitt, ingresa a Columbia para rescatar a Elizabeth a cambio de que le perdonen sus deudas de juego. Elizabeth también aparece en Burial at Sea, una historia episódica de contenido descargable inspirada en el cine negro ambientada en la ciudad submarina de Rapture. Ella asume un papel de Mujer fatal y sirve como el personaje del jugador en el segundo episodio.

## Historia
Desde pequeña siempre estuvo protegida por Songbird. Este era su amigo, ya que le traía la comida todos los días, y a pesar de que no hablaba, siempre se encargaba de traerle todo lo que necesitaba como libros y ropa.
Con el paso del tiempo, Elizabeth fue capaz de desarrollar habilidades tales como la capacidad de abrir desgarros entre diferentes dimensiones. De esa forma logró explorar París como si estuviese allí, y aprendió otras habilidades como la de forzar cerraduras con ayuda de ganzúas. En su infancia, Elizabeth quería a Songbird como su amigo, pero con el paso del tiempo se dio cuenta de su verdadero propósito con ella. El Songbird fue creado para ser su carcelero, no su amigo, lo que dio a entender que la amistad que tenía con él era falsa a pesar de que el Songbird se había encariñado con ella.

## Recepción
Antes del lanzamiento del juego, Nicole Tanner de IGN, aunque inicialmente disgustada por su gran escote, elogió su personalidad realista y la idea de traer personajes femeninos más realistas a los juegos. También sintió que la relación entre ella y Songbird era "una de las más complejas que había visto exploradas" en los videojuegos. podcast comparó el personaje con Ellie de The Last of Us tomando nota de sus papeles similares pero muy diferentes personalidades.
Courtnee Draper fue nominada a "Mejor actriz de doblaje" por su papel de Elizabeth en los premios Spike VGX 2013, y fue nominada a "Mejor intérprete" en los 10th British Academy Video Games Awards, pero perdió ante Ashley Johnson. como Ellie en ambos casos. Draper y Troy Baker juntos ganaron el premio "Mejor Canción en un Juego", por el momento en Infinite donde Booker comienza a tocar la guitarra y Elizabeth canta "Will the Circle Be Unbroken?". Elizabeth fue nominada como "Mejor personaje nuevo" en los premios Hardcore Gamer's Game of the Year Awards 2013, aunque nuevamente perdió ante Ellie. Además, fue nominada por Destructoid como "Mejor personaje", perdiendo ante sus personajes compañeros de Infinite, los gemelos Lutece Twins.
Su aplicación como un AI socio para el jugador controlado Booker fue descrito por GamesRadar's Lucas Sullivan ser 'francamente ingenioso', y fue declarado por Fitch y McCaffrey a ser el aspecto principal que separaba infinite de sus predecesores. También Patricia Hernández de Kotaku comentó que Elizabeth se sentía más humana que el propio jugador, y su vivacidad hacía que otros personajes parecieran "muertos en comparación". Se elogió especialmente no solo la capacidad de Elizabeth para cuidarse a sí misma en combate, sino también por ayudar activamente al jugador al encontrar munición y salud, y abrir lágrimas. Sin embargo, no todos los comentarios fueron positivos, Matt Bradford de GamesRadar, incluyó el bloqueo de cerraduras en una lista de los "mayores detalles" con Infinite, criticando la inconsistencia entre sus líneas siempre alegres o arrogantes y el estado de ánimo actual. Edward Chester criticó a Elizabeth de interrumpir, señalando cómo ella nunca mencionó que ella estaba recogiendo munición arriba, sería tirar monedas durante escuchas voxaphone y mediados de lucha, y cómo ella sólo sería empezar a hablar después de grandes momentos en lugar de regular. Chester también criticó la inconsistencia sobre si las lágrimas eran una "tensión" para Elizabeth o no.
Se elogió la capacidad del personaje para invocar emociones. Sullivan declaró que Elizabeth se sentía como "una amiga" y McCaffrey agregó que ella "proporciona motivación y hace avanzar la historia", y sintió que su presencia en la historia agregó "profundidad emocional", algo que él creía que le faltaba al primer BioShock. Varios revisores alabaron relación y las interacciones de Elizabeth con Booker, creyendo que forman el núcleo del Infinite. Mikel Reparaz de la Revista Oficial de Xbox explica "la interacción dinámica entre ella y Booker es el corazón y el alma de lo que hace que BioShock Infinite sea tan envolvente, Alec Meer enumeran la relación entre Elizabeth y Booker como uno de los diez 'intrigas' no fue capaz de encajar en su opinión principal del juego, observando cómo a pesar de tener que ser rescatado en el juego una pocas veces, "en última instancia, ella es la que tiene el poder, tanto emocional como de ciencia ficción". Kimberley Wallace de Game Informer, incluyó a Booker y Elizabeth como uno de los mejores "dúos" de juegos de 2013, acreditando la capacidad de Elizabeth para hacer que Booker cuestione las cosas.

### Legado
Jonathan Nolan, cocreador de la serie de televisión Westworld, dijo que BioShock Infinite fue una gran influencia en Westworld, en particular con Elizabeth como base para el personaje principal Dolores[cita requerida].